# Vlaamse reus (konijn)

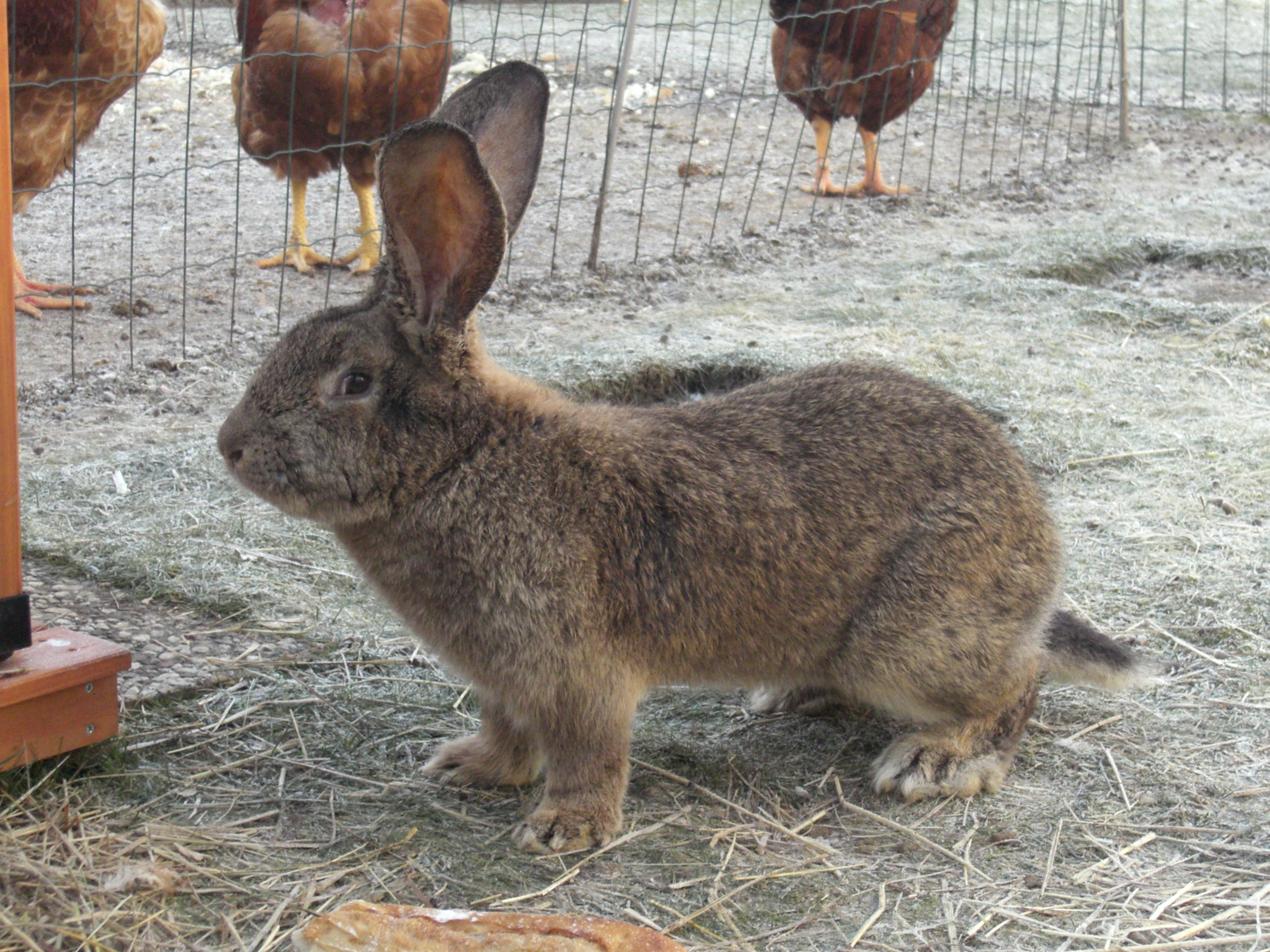
Een Vlaamse reus (mannetje) van zes maanden oud, 2007.

De Vlaamse reus is een Belgisch konijnenras dat al raszuiver was in de 19e eeuw. Zijn oorsprong ligt waarschijnlijk in het Oost-Vlaamse Gent. Het dier dankt zijn naam aan zijn grootte en zwaarte. In Duitsland werd de Vlaamse reus in 1937 omgedoopt tot Duitse reus (Deutscher Riese) en werden ze nog zwaarder gefokt.

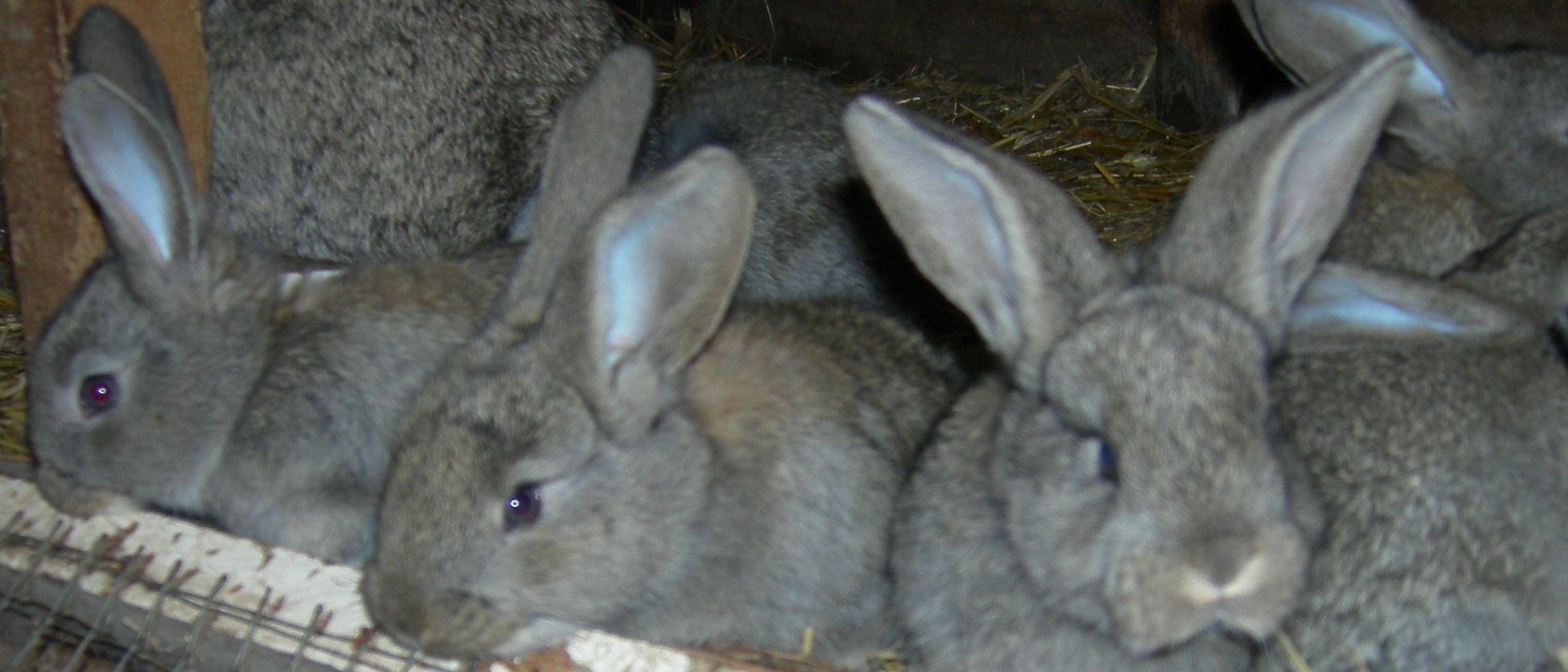
Een nestje Vlaamse reuzen (konijngrijs) van ongeveer 1 maand oud, 2009.

## Ontstaan en standaard
Tussen 1825 en 1880 zorgden Gentse konijnenfokkers voor de ontwikkeling van een zeer groot konijnenras. Oorspronkelijk werd dit dan ook Gentse reus genoemd. Wekelijks werden er wedstrijden gehouden voor de zwaarste konijnen. Hiermee werd gericht verder gefokt, wat leidde tot het ontstaan van een zeer zwaar ras. Eind 19e eeuw werd het ras geëxporteerd naar Duitsland, waar er verder mee geselecteerd werd. In 1937 kreeg de Duitse reus dan zijn naam. De huidige Vlaamse reuzen zouden op hun beurt weer beïnvloed zijn door de Duitse reuzen.
Het ras werd opgenomen in de eerste Duitse standaard in 1893. De eerste Nederlandstalige standaard dateert pas van 1995.
In Nederland is het ras erkend sinds 14 november 1848.

## Anatomie
Eenmaal volwassen, weegt de Vlaamse reus 6 tot 7,5 kg, maar er zijn zelfs exemplaren gewogen van 10 kilogram (ter vergelijking: een wild Europees konijn weegt 1,2 tot 2,5 kg). De oren zijn minimaal 17 cm en maximaal 21 cm lang.
Het mannetje is tamelijk goed van het vrouwtje te onderscheiden. Eenmaal volwassen kan het mannetje, de rammelaar, herkend worden aan de flink ontwikkelde kop. Het vrouwtje, de voedster, daarentegen heeft een smallere kop en onder de kop soms een wam (een wam is een huidplooi, gevormd door vet). Te grote wammen, ook wel beenwammen genoemd, worden afgekeurd.

## Kleuren

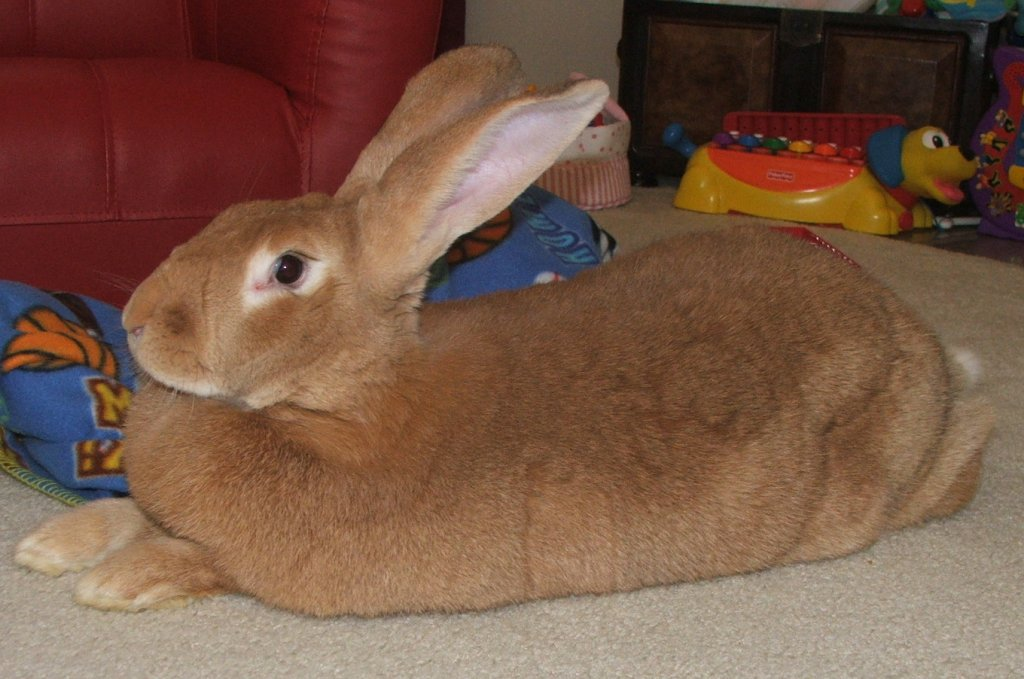
Voedster van het gele ras van 9 kilogram, 2008.

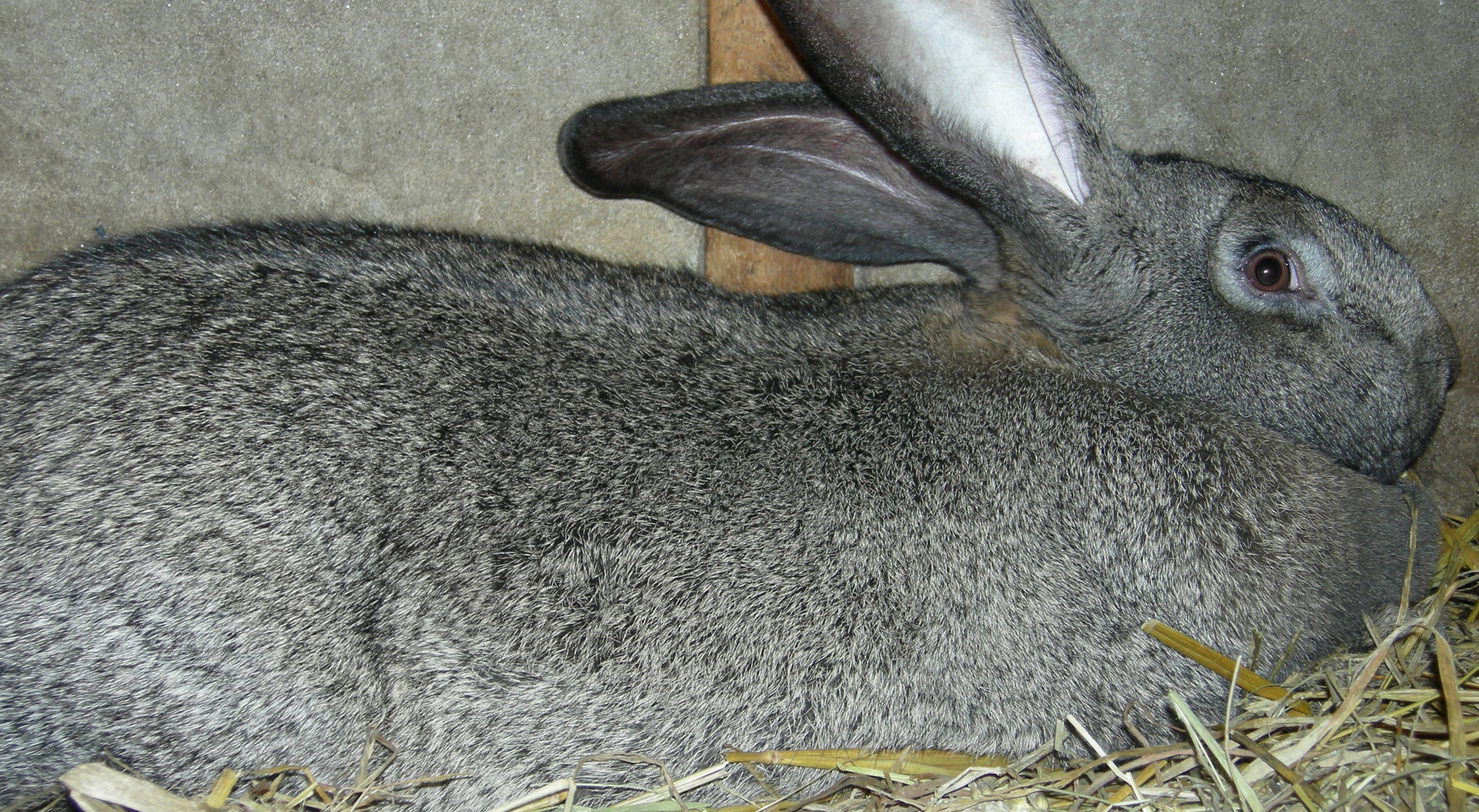
IJzergrauwe hoogdrachtige voedster, 2009.

Ondertussen bestaan ze naast konijngrijs en wit ook in het ijzergrauw, geel, blauw, blauwgrijs, blauwgrauw, zwart, haaskleur en chinchilla. Dit zijn alle tien erkende kleuren. Dieren met meer dan één kleurschakering (zoals konijngrijs met wit) zijn niet toegestaan op tentoonstellingen en zijn meestal niet raszuiver.

## Voeding
Op vlak van voeding doet de Vlaamse reus niet moeilijk. Toch moet men bij het aanschaffen van zo'n dier rekening houden met het feit dat Vlaamse reuzen meer eten moeten krijgen dan andere konijnen. Variatie van zo veel mogelijk groentes, een kleine hoeveelheid tegelijkertijd, is belangrijk: in de natuur eten konijnen immers ook altijd gevarieerd. Voorbeelden van goede groenten om te geven zijn: andijvie, veldsla, broccoli, venkel, wortelen, loof van wortelen en radijzen, witlof, waterkers, aangevuld met een takje peterselie of selderie. Voeder appels en peren met mate. Men geeft best niet te veel bonen, erwten, maïs, kool (alle variëteiten), spruitjes en sla.
Vooral bij Vlaamse reuzen is het geven van groenvoer ook belangrijk, net zoals goed hooi. Ze bevatten beide die vezels die goed zijn voor de darmflora. Bij een tekort aan de vezels kan het dier diarree krijgen of ziek worden. Ook hier is variatie belangrijk. Er zijn in de natuur nog veel kruiden en planten die goed zijn voor konijnen, zoals weegbree, herderstasje, boerenwormkruid, bloemen en blad van de paardenbloem en dovenetel.